# Pinsà porpra
El pinsà porpra (Haemorhous purpureus) és una espècie d'ocell de la família dels fringíl·lids (Fringillidae).

## Descripció
- Fa 14 - 16 cm de llargària, amb un pes de 34 gr. Bec és de color de banya.
- Mascle amb plomatge que van des de rosa pàl·lid fins porpra vermell, gratat a l'esquena, ales brunenques.
- El plomatge de la femella és de color marró clar al dors i blanc amb ratlles brunes al dors. Cella blanca.

## Hàbitat i distribució

Distribució. Magenta: Estiu.
Verd: Tot l'any. Taronja: Hivern

Habita boscos de coníferes i mixts, criant al sud del Canadà i oest i nord-est dels Estats Units. Les poblacions septentrionals migren cap al sud per a passar l'hivern, per l'oest fins al nord de la Baixa Califòrnia i per l'est fins a Florida i Texas.

## Reproducció
Fan els nius amb tiges, pals, arrels i herbes amb un folre de pèl d'animal, a branques altes dels arbres. La femella pon 4-5 ous de color blau verdós i clapejats, que coven durant 13 dies en què la femella és alimentada pel mascle. Els joves romanen al niu al voltant de dues setmanes, però encara són dependents dels seus pares durant algun temps més.

## Subespècies
S'han descrit dues subespècies:
- H. p. purpureus (Johann Friedrich Gmelin|Gmelin, 1789). Cria al sud del Canadà i nord-est dels Estats Units.
- H. p. californicus (Baird, SF, 1858). Cria al sud-oest del Canadà i a l'oest dels Estats Units, a la llarga de la costa del Pacífic.